# Pedro Anzures
Pedro Anzúrez Enríquez de Camporredondo, parfois connu sous le nom de Peranzúrez, né vers 1505 à Sahagún et mort en 1543 à Yaguana sur Hispaniola, est un conquistador espagnol.

## Biographie
Il arrive au Pérou en 1535 avec Hernando Pizarro puis s'installe à Lima. Il gagne bientôt la confiance du marquis-gouverneur Francisco Pizarro, qui l'envoie en Espagne pour informer l'empereur Charles Quint du soulèvement Manco Capac, qui menace d'inverser les progrès réalisés dans la conquête de l'empire inca. Peranzúrez remplit sa mission devant l'impératrice Isabelle de Portugal et les conseillers des Indes car l'empereur est absent d'Espagne.
De retour au Pérou en 1537, il amène avec lui cinquante arquebusiers et autant d'arbalétriers, ainsi que plusieurs lettres de l'empereur, qui, déjà au courant du différend entre Francisco Pizarro et Diego de Almagro sur les limites de leurs juridictions respectives, exige qu'ils demeurent où ils sont jusqu'à ce que la Couronne règle définitivement leur différend. Peranzúrez remet toutes ces lettres à Francisco Pizarro, bien qu'à ce moment-là la première guerre civile entre les conquistadors ait déjà éclaté, après qu'Almagro, après son expédition ratée au Chili, a occupé Cuzco et fait prisonnier Hernando et Gonzalo Pizarro, les frères de Francisco.
Après la libération d'Hernando, il décide d'affronter Almagro, organisant une armée à laquelle Peranzúrez se joint en tant que capitaine de cavalerie. Pizarristas et almagristas se rencontrent près de Cuzco à la bataille de Las Salinas, le 6 avril 1538, où Peranzúrez hisse l'un des drapeaux impériaux escorté par son frère Gaspar Rodríguez de Camporredondo. Les pizarristas triomphent et Almagro est capturé et exécuté.
Le vainqueur Hernando Pizarro accorde des billets ou des permis pour découvrir et conquérir de nouvelles terres à certains de ses subordonnés les plus fidèles. Parmi eux se trouve Peranzúrez, chargé d'organiser une expédition au pays des Chunchos (à l'est de Cuzco, dans la région de la jungle), recevant à cet effet le titre de capitaine général. Hernando lui donne les soldats de Pedro de Candía.
Peranzúrez s'avance avec ses hommes jusqu'à Carabaya où il se repose pendant deux mois, se préparant pour les dures journées à venir. Fin septembre, il traverse la vallée et entreprend de gravir les Andes, entraînant 300 espagnols et plus de 8 000 indiens. Ils descendent dans une province au territoire accidenté et doivent avancer à coups de haches et de machettes. Soudain, ils arrivent devant une rivière torrentielle, que le chroniqueur Antonio de Herrera y Tordesillas appelle la rivière Omapalcas et qui est très probablement le río Beni. Ils décident de construire des radeaux pour atteindre l'autre rive, mais ils sont accueillis par les indiens maquires avec des flèches empoisonnées, qui blessent de nombreux Espagnols. Peranzúrez repousse l'attaque. La faim commence aussi à faire des ravages, augmentant le mécontentement. Peranzúrez décide d'avancer avec trente cavaliers pour explorer la région, tandis que le reste de ses hommes campe sur les rives de la rivière. L'un de ses subordonnés, Juan Alonso Palomino, va de l'avant avec onze cavaliers, mais décpuvre seulement que la région est pauvre. Lorsque tout le monde revient au camp, Peranzúrez décide de se diriger vesr les hautes terres andines de la Bolivie actuelle car l'hiver approche.
Les membres de l'expédition font leur chemin au milieu de pluies torrentielles. La faim, la maladie et la fatigue causent de lourdes pertes ; trois mille Indiens sont morts. Le 6 janvier 1539 , ils franchissent à nouveau le rio Beni et subissent à nouveau l'hostilité des indigènes. Ils arrivent dans une région appelée Sietelinga, où ils découvrent du manioc, de la patate douce et du maïs. Poursuivant leur marche, ils atteignent Tacana, où ils trouvent un peu de maïs et du cacao sauvage. Cependant, d'autres expéditionnaires meurent, victimes de la faim et de la maladie. A Tacana, une cinquantaine d'Espagnols sont abandonnés à leur sort, si affaiblis qu'ils ne peuvent plus marcher ; les autres, se soutenant, continuent leur marche. Beaucoup meurent en cours de route.
Enfin, ils atteignent Quiquijana où les survivants s'agenouillent en remerciant Dieu d'avoir préservé leur vie. Au total, 143 Espagnols et 4 000 Indiens sont morts dans cette expédition, ainsi que 220 chevaux perdus, qui ont été mangés par les membres de l'expédition. De Quiquijana, Peranzúrez part à Ayaviri, où il rencontre Pedro de Candía. Il y est également rejoint par son frère Gaspar Rodríguez de Camporredondo avec soixante-dix hommes (mars 1539).
Peranzúrez cherche ensuite une zone stable pour fonder une ville qui deviendra Villa de la Plata ou Villa de La Plata de la Nueva Toledo (29 septembre 1538), qui plus tard prendra le nom de Sucre. À proximité, les mines d'argent de Porco sont découvertes, ce qui donne naissance à la villa impériale de Potosí.
En 1541, Peranzúrez entreprend une expédition au Río de la Plata, mais, alors qu'il avance à travers Santa Cruz de la Sierra, la nouvelle lui parvient que Francisco Pizarro a été assassiné et que Diego de Almagro el Mozo devient gouverneur. Peranzúrez retourne ensuite à Villa de la Plata, où il offre d'être capitaine d'une armée destinée à punir les rebelles Almagristes. Après avoir vaincu l'opposition de certains, ledit commandement lui est accordé et il part avec 52 cavaliers, parmi lesquels se trouve son frère Gaspar Rodríguez de Camporredondo ; ils ont également été rejoints par Diego Centeno (es), que Peranzúrez a nommé son enseigne. Ils arrivent tous à Arequipa, où ils sont rejoints par un groupe de soldats qui marchent pour rejoindre Pedro Álvarez Holguín (es), un autre capitaine fidèle au roi qui s'est révolté à Cuzco. Tous ensemble, ils se rendent à Cuzco où ils sont reçus par Perálvarez, qui nomme Peranzúrez comme son capitaine de lance.
Entre-temps, Cristóbal Vaca de Castro arrive au Pérou avec le titre de gouverneur accordé par la Couronne. Peranzúrez part à Huaraz pour recevoir Vaca de Castro, à qui il informe qu'il a le plein soutien du capitaine Perálvarez. À Huaraz, il participe aux festivités organisées pour la réception de Vaca de Castro. Puis, suivant ses ordres, il se rend à Trujillo et Piura, où il s'empare de tous les biens de l'échevin Diego de Santiago, partisan d'Almagro el Mozo, avec lequel montant — plus de 18 000 pesos — il se rend à Lima.
Immédiatement, Peranzúrez revient rejoindre l'armée de Vaca de Castro, qui de Lima est entrée dans les montagnes, à la recherche d'Almagro el Mozo, qu'ils rattrapent dans les environs de Huamanga. Peranzúrez observe la position de l'ennemi, qu'il découvre dans les collines de Chupas, et immédiatement informe le gouverneur. Le 16 septembre 1542, la sanglante bataille de Chupas a alors lieu. Peranzúrez y combat comme capitaine de cavalerie et reçoit une grave blessure au visage. Il part alors se rétablir à Huamanga.
Une fois remis de sa blessure, Peranzúrez se rend à Lima avec le titre de capitaine de la garde personnelle de Vaca de Castro. Peu de temps après, il quitte Callao, arrive au Panama, passe à Nombre de Dios et met le cap sur l'Espagne. Mais étant proche de l'île d'Hispaniola, tout à coup son navire est attaqué par trois corsaires français. Peranzúrez est blessé d'un coup d'arquebuse à la poitrine. Le capitaine du navire parvient à s'éloigner des corsaires et rejoint Yaguana ou Santa María del Puerto, une ville située à l'une des extrémités orientales d'Hispaniola. Peranzúrez y meurt et y est inhumé.